# Građanski rat u Hrvatskoj i Ugarskoj 1527. – 1538.
Građanski rat u Hrvatskoj i Ugarskoj 1527. – 1538. bio je oružani sukob u Hrvatsko-Ugarskom Kraljevstvu uzrokovan nesuglasicama oko prava na izbor pretendenata za upražnjeno kraljevsko prijestolje.

## Pozadina
Hrvatsko je plemstvo na Cetinskom saboru, 31. prosinca 1526. i 1. siječnja 1527., nakon pogibije kralja Ludovika II. Jagelovića u bitki na Mohačkom polju 29. kolovoza 1526., za hrvatskoga kralja izabralo austrijskoj nadvojvodu Ferdinand Habsburški. Ferdinand je obećao poštovati i štititi postojeća prava i povlastice Hrvatskoga Kraljevstva, obvezao se o svojem trošku uzdržavati 1000 konjanika i 200 pješaka i održavati hrvatske protuturske utvrde. 
Nasuprot odlukama Cetinskog sabora, slavonski je sabor u Dubravi kraj Vrbovca izabrao za kralja 6. siječnja 1527. Ivana Zapolju, nakon čega je uslijedilo razdoblje građanskog rata, koji je u velikoj mjeri oslabio vojno-obrambenu snagu Hrvatskoga Kraljevstva te Turcima olakšao prodiranje i donio nove osvajačke uspjehe.
Građanski rat je trajao uz neke stanke jedanaest godina. Sukobljene su strane bile pristaše Ferdinanda i Ivana Zapolje. Borbe su planule u panonskom području Hrvatsko-Ugarske. U hrvatskom dijelu bilo je to u Slavoniji, nakon spomenutog sabora u Dubravi. Ferdinand i pristaše pokazali su se jačim. Protukralj Ivan Zapolja gubio je nakon desetljeća u ovom ratu te se povukao na područje Sedmogradske. Uz to je još potražio pomoć od Turaka.

## Tijek zbivanja
Godine 1527. Ferdinand I. poslao je snage u Ugarsku. Sukobio se sa Zapoljom u bitci kod Tokaja i pobijedio, zauzeo je Stolni Biograd i Budim. Opsjeo je Varaždin. Slavonsko je plemstvo, uz vodeću ulogu Krste Frankopana Ozaljskog, na saboru u Križevcima izabralo Ferdinanda Habsburgovca[nedostaje izvor] za kralja. Iste su godine osmanske snage osvojile Liku, Krbavu, dolinu rijeke Zrmanje i Udbinu te se tako prekinula kopnene veze sj. i j. Hrvatske. Na jugu je ostao Klis.
Zapolja, koji je gubio, potražio je pomoć od Turaka. S njima je 1527. sklopio savez protiv kraljevina pod Habsburgovcima; sultan je Zapolji predao prava na Ugarsku i za nj osvaja Budim. Turci su 1529. opsjeli Beč. Ferdinand je pobjegao u Češku smatrajući da je sve izgubljeno. Turci su ipak uspješno odbijeni. Zapoljina struja osvojila je Slavoniju. Ferdinand je poslao kranjsko konjaništvo u Slavoniju od kojih stradava Zagreb. Turskom je pomoću iste godine u Budimu okrunjen za kralja, ali u vazalskom odnosu prema Osmanskom Carstvu. U prvom je valu okončao 1530. 
Koncem srpnja 1530. rat je žestoko planuo u Slavoniji te je trajao kroz kolovoz i rujan. 8. listopada 1530. dogovoreno je primirje na novom saboru slavonskog plemstva u Križevcima, čime je stao građanski rat, a mir je imao trajati do blagdana Triju kralja 6. siječnja 1531. gpdome- Građanski rat se tako otegao godinama. 
U Hrvatskoj je 1531. umro ban Ivan Karlović kolovoza 1531. godine. U Hrvatskoj su tada bile dvije struje nakon smrti bana Ivana Karlovića i otkad se drugi ban Franjo Baćani izgleda odrekao banske časti. U Kraljevini Hrvatskoj na čelu je bio kninski biskup Andrija Tuškanić kojem je kralj povjerio zamijeniti bana (današnji "vršitelj dužnosti") dok se ne imenuje novog. Staležima je kralj pak naredio pokoravati se biskupu. Na taj je način kralj stvorio dužnost banskog namjesnika, dužnost koja nije postojala u hrvatskoj tradiciji. U Slavoniji je na čelu pravim banom Ivana Zapolje bio Šimun od Erdeda. Kao treća stranka pojavila se skupina u kojoj je bio i Stjepan Majlath. Ta je treća struja trebala utrijeti put sporazumu i miru u Hrvatsko-Ugarskoj. Čelni je bio Toma Nadaždi, a u njoj su bili pečuški biskup Šuljok, Valentin Turak, Ivan Salaj, Pavao Bakić i Stjepan Majlath. Oni su se sastali u 1. studenoga 1531. u Zakonu i dogovorili sazvati sabor za 1. siječnja 1532. u Keneseu kod Blatnog jezera. Na tom se saboru trebalo vijećati o boljitku države (de permansione et bono huius oppressi regni') bez obzira na obojicu protukraljeva.
Zapolja je zabranio Nadaždiju i svojim pristašama otići na taj sabor. Ivan Salaj i Stjepan Majlath su obavijestili Ferdinanda Hasburgovca o tom saboru te ga potakli shvatiti taj sabor kao nešto što mu je u korist, pa je tako pozvao svoje odanike otići na taj sabor u što većem broju, da bi stvorili većinu i spriječili donošenje njemu nepovoljnih odluka i privukli na njegovu stranu nekog od Zapoljinih pristaša. Sabor se je održao uz svu silu sudionika, a obilježila su ga prigovaranja, jadikovke, prijetnje, nezadovoljstva, opomene i dr. Sazvan bi novi sabor u Berenhidi za 12. ožujka iste godine, no Treći Sulejmanov pohod na Ugarsku i Beč ih je doveo u okrutnu zbilju.
Turci su u ljeto 1532. poduzeli novi pohod protiv Beča, ali je mala utvrda Kiseg, koju je energično branio hrvatski plemić Nikola Jurišić, pružila uspješan otpor, tako da su se Turci morali povući. U povratku su se Turci vratili preko Hrvatske. Sultanova skupina povukla se je pravcem duž Drave od Varaždina, Koprivnice i Virovitice, a vezirova preko Križevaca, Čazme i Posavinom, spajajući se kod Beograda.
Bezvlađe je uslijedilo u Hrvatskoj u Slavoniji i potrajalo sve do 1537. godine. To je vrijeme kad je u Hrvatskoj banovao hrvatsko-slavonsko-dalmatinski ban Toma Nádasdy koji nije reagirao na demografsko-migracijske-ekonomske posljedice osmanskih udara, ignorirajući preporuku hrvatskog Sabora o zaustavljanju preseljivanja Hrvata, zbog čega su brojni Hrvati iselili u Mađarsku.
Iseljavanje Hrvata sami je kralj Ferdinand porezno poticao a feudalci su slali ljude koji su vrbovali stanovnike na iseljavanje, a 1537. je kralj pomogao infrastrukturu na Muri i Dravi kojom bi se olakšalo odlazak Hrvata na posjede u Ugarskoj.
Nezadovoljni situacijom zbog iseljavanja stanovništva, sastao se hrvatski sabor u Topuskom rujna 1535. godine. Velikaši su sa sabora u Topuskom od rujna 1535. otvoreno poručili kralju "da se moraju s njime razići, ako ih namjerava pustiti u skrajnoj pogibelji. Neka im kralj izvoli vratiti povelju, što ju na cetinskom saboru dadoše punomoćnici kraljevi." Na istom su hrvatskom saboru prosvjedovali protiv prakse vlastele iz Ferdinandovih nasljednih zemalja koja je po svojim agentima mamila hrvatske kmetove, koji su se pak "bez broja" naseljavali u Kranjskoj, Koruškoj, Štajerskoj i Austriji.
1536. Turci su upali u ist. Slavoniju, osvojili Požegu i još neke utvrde u blizini.
1537. Turci su osvojili Klis nakon ustrajne Kružićeve obrane čime je Kraljevina Hrvatska ostala bez južnih i primorskih teritorija. Uskoro su zauzeli i Požegu. Katzianerovom vojnom napada se Turke u Slavoniji, a cilja se na Osijek. Vojskovođa Katzianer je pobjegao, a u bitci kod Gorjana kršćanske snage doživile su veliki poraz.
Kralj Ferdinand uplašio da će Hrvati otpasti od njega. Stoga je Ferdinand obećao da će 1538. uz pomoć svog brata cara Karla V. voditi veliku vojnu protiv Osmanskog Carstva. 
Konačno, 24. veljače 1538. sklopio je Ferdinand sa Zapoljom mir u Velikom Varadinu. Tim mirom priznao je Ferdinand Zapolju za vladara u onom dijelu Ugarske koji je držao, Ferdinandu priznato pravo na Slavoniju, Hrvatsku i Dalmaciju, a po Zapoljinoj smrti i Ugarska. Time je građanski rat završen.